# W-VHS
W-VHS (Wide-VHS)는 일본의 JVC사에서 발표한 것으로 HDTV를 지원하는 아날로그 녹화 방식의 비디오 카세트에 관한 규격이다. 원래는 초창기의 아날로그 방식의 고화질 텔레비전 시스템인 하이비전 방송과 함께 사용하기 위하여 1994년에 도입되었다.

## 명칭
일본어에서는 "더블"을 의미하는 표의 문자로 "W"를 사용하여, 이 시스템의 원래 일본어 이름은 W-VHS 시스템에서 볼 수 있는 두 배의 해상도를 의미한다.
이 시스템을 서구 시장에 도입하기 위하여 준비할 때, JVC사에서는 "W" 이름을 "Wide-VHS"로 변경하여 "Wide"라는 이름을 기반으로 4개의 마케팅 포인트를 만들었다.
- 넓은 종횡비
- 외국 HDTV 시스템 준수하는 세계적으로 사용 가능한 형식
- 비디오 테이프 응용 프로그램의 광범위한 개발
- 와이드(2트랙) 녹음 시스템

## 메커니즘
W-VHS VCR은 아날로그 Y/Pb/Pr 컴포넌트 인터페이스를 통해 고화질 비디오 신호(1035i ~ 1080i, 하이비전과 유사한 1125 라인의 신호로 내부에 저장됨), SD 신호(480i)  또는 3D 비디오용으로 두 개의 SD 신호를 동시에 기록할 수 있다.
W-VHS의 기록 매체는1⁄2 인치의 양면 코팅된 금속 입자 테이프로 VHS 와 비슷하지만 호환은 되지 않는다. 일부 W-VHS VCR은 VHS 및 S-VHS 미디어를 재생 및 녹화할 수 있다.
일반 VHS에서는 하나의 헤드를 사용하여 비디오 필드를 일련의 병렬하는 독립형 트랙으로 기록하는 것과 달리, W-VHS에서는 듀얼 헤드 설계를 사용하여 각각 비디오 필드를 컴포넌트 비디오 신호를 저장하는 두 개의 병렬 트랙으로 기록한다.
신호는 "시간 압축 적분"이라는 방법을 사용하여 기록된다. 여기서 휘도 신호는 두 개의 라인 세트로 분할된 다음 분할되어 두 트랙에 걸쳐 기록된다. 휘도 신호가 기록된 후 두 개의 색차 신호가 각 트랙에 하나씩 시간 압축된 형태로 기록된다. 이와 같이 신호를 나란히 기록하지 않고 순차적으로 기록하면 휘도 신호와 색차 신호 사이의 혼선을 방지할 수 있다.
W-VHS에서 비디오 신호는 예를 들어 S-VHS 에서 사용하는 "컬러 언더" 방식 대신 컴포넌트 형식으로 기록되기 때문에 크로마 서브캐리어로 인한 노이즈가 제거됨으로 인하여 W-VHS의 SD 이미지 품질은 일반적으로 S-VHS 보다 훨씬 더 높다. 한편 오디오는 디지털 PCM 스트림으로 저장된다.

## 사용
W-VHS 장비 및 미디어는 고비용으로 인해 JVC의 전문 비디오 및 방송 장비 사업부를 통해 미국에 배포되었으며 주로 의료 영상과 같은 산업 및 상업 응용 프로그램용으로 판매되었다.
현재 W-VHS VCR이나 테이프를 찾는 것은 매우 어렵고, JVC사에서는 W-VHS 미디어를 사용할 수 없는 경우  D-9 또는 "Digital-S" 디지털 비디오 형식용 테이프를 사용할 것을 권장하고 있다.
W-VHS와 Digital-S 간의 실행 시간은 동일하지 않아서, 길이가 64분인 Digital-S 테이프를 W-VHS 모드로 사용할 경우 약 105분 사용할 수 있다.

## 같이 보기
- D-VHS
- S-VHS
- 블루레이 디스크